# VCaP
VCaP是常在腫瘤學研究中使用的人類前列腺癌細胞系，最初是在1997年分離自一名59歲白人男性前列腺癌患者的屍體的腰椎處，然後將其異種移植到重症聯合免疫缺陷小鼠中，隨後將其收集並鋪在培養皿上，作為永生化的前列腺癌細胞系繁殖着。

## 特徵
VCaP是高度表達雄激素受體和前列腺特異抗原的粘附性上皮細胞系，並且是唯一一個表達着雄激素受體剪接變體（splice variant）、AR-V7和TMPRSS2-ERG基因融合的前列腺癌細胞。這些細胞的倍增時間約為53小時，並且比其他前列腺癌細胞系需要更特殊的培養條件。VCaP細胞對XMRV病毒呈陽性反應，並且產生小鼠異種性逆轉錄病毒Bxv-1，該病毒可能是在小鼠傳代過程中獲得的。

## 外部連結
- Cellosaurus entry for VCaP （页面存档备份，存于）